# Akim ouest
Le district de Akim ouest est l’un des 17 districts de la Région Orientale (Ghana).